# Sex and Religion
A Sex and Religion Steve Vai 1993-ban megjelent nagylemeze, melyet a Relativity / Epic jelentetett meg. A felvételek 1993-ban készültek Steve Vai producerkedésével. Az anyagot eredetileg Light Without Heat néven hozta volna ki Vai, de szerzői jogok miatt ezt elvetették. A korongon Devin Townsend énekel, aki később a Strapping Young Lad és a The Devin Townsend Band zenekarokban lett ismert. A korábbiaknál súlyosabb hangzású lemezen Townsend szerzőként is szerepelt a Pig című számban. Vai az In My Dreams With You című számot Desmond Child társaságában írta.
A lemez borítója a Szent Sebestyént ábrázoló festmények hatására készült.
Vai egy állandó zenekart szeretett volna toborozni maga köré, ezért olyan zenészeket válogatott össze akik a hangszereik mestereiként váltak híressé. A lemez ezért nem Steve Vai, hanem "Vai", mint zenekarnév alatt jelent meg.
Dobokon a Frank Zappa mellett is felbukkant Terry Bozzio játszott, míg a basszusgitárt T. M. Stevens kezelte.
A felvételek során azonban rengeteg konfliktus támadt a zenészek között, így a lemezbemutató turnén Vai mellett már csak Townsend vett részt. A ritmusszekció helyét session zenészek vették át.

## Számlista
A dalokat Steve Vai írta, kivéve ahol jelölve van.
1. "An Earth Dweller's Return" – 1:03
2. "Here & Now" – 4:47
3. "In My Dreams With You" (Steve Vai, Desmond Child, Roger Greenawalt) – 5:00
4. "Still My Bleeding Heart" – 6:00
5. "Sex & Religion" – 4:24
6. "Dirty Black Hole" – 4:27
7. "Touching Tongues" – 4:33
8. "State Of Grace" – 1:41
9. "Survive" – 4:46
10. "Pig" (Steve Vai, Devin Townsend) – 3:36
11. "The Road To Mt. Calvary" – 2:35
12. "Down Deep Into The Pain" – 8:01
13. "Rescue Me Or Bury Me" – 8:25

## Zenészek
- Steve Vai – gitár, vokál
- Devin Townsend – ének
- T. M. Stevens – Basszusgitár
- Terry Bozzio – Dob

## Kislemezek
- Down Deep into the Pain/I Would Love to
- In My Dreams with You/Erotic Nightmares